# Така вона, гра
«Така вона, гра» — радянський художній фільм 1976 року, знятий на Кіностудії ім. О. Довженка.

## Сюжет
Конфлікт між тренером футбольної команди, і кращими гравцями — Бушуєвим і Миленковим — призвів до того, що футболісти пішли з команди. Миленков повернувся в НДІ, а Бушуєв поїхав в провінційне містечко, став тренером і, поклавши в основу тренувань науковий підхід до гри, в короткий термін домігся великих успіхів…

## Нагороди
- Бронзова медаль VIII Всесоюзного фестивалю спортивних фільмів, Ленінград, 1979[2]
- Срібна медаль Всесоюзного фестивалю спортивних фільмів, Ленінград, 1977[3]

## У ролях
- Степан Олексенко — Микола Бушуєв
- В'ячеслав Жолобов — В'ячеслав Миленков
- Георгій Жжонов — Басов Віктор Трохимович, тренер — «диктатор»
- Микола Гринько — Лавров Валерій Микитович, директор футбольного клубу вищої ліги
- Олександр Пашутін — доктор Сеня, з прогресивними методами роботи
- Юрій Крітенко — Леопольд Григорович, адміністратор «Іскри»
- Борис Щербаков — Женя Синіцин
- Олександр Мартинов — Федір Комлєв
- Олександр Денисов — Іван Беспалов
- Антоніна Лефтій — Ольга
- Регіна Разума — Інга
- Валентина Гришокіна — Олена, дружина Миленкова
- Михайло Єзепов — Віталій Бойницький
- Сергій Підгорний — Гена Орлов
- Василь Єрмаков — Мельников
- Володимир Абазопуло — Савченко
- Борис Кудрявцев — Савіщев
- Роман Ткачук — голова облспорткомітету
- Микола Рушковський — Ігор Нестерович, директор авіазаводу
- Леонід Марченко — Рудий
- Валерій Атаман — епізод
- Геннадій Болотов — помічник Басова
- Давид Бабаєв — Валюша
- Мераб Боцвадзе — епізод
- Юрій Гаврилюк — представник клубу «Іскра»
- Микола Гудзь — епізод
- Микола Засєєв-Руденко — ведучий прес-конференції
- Володимир Ільющенко — епізод
- Євген Карнаухов — тренер німецької команди
- Олександр Кирилов — перекладач
- Валентин Кобас — заступник директора авіазаводу
- Маргарита Криницина — Маша, голова профкому авіазаводу
- Олександр Назаров — епізод
- Віктор Панченко — офіціант
- Віктор Поліщук — Микола Іванович
- Андрій Садчиков — епізод
- В'ячеслав Філін — епізод
- Сергій Шеметило — епізод
- Борис Дороженко — Андрій, син Миленкових
- Володимир Шнипарь — епізод
- Микола Куцевалов — головний інженер авіазаводу
- Володимир Мишаков — учасник наради
- Анатолій Хостікоєв — перекладач

## Знімальна група
- Режисери-постановники — Володимир Попков, Микола Малецький
- Сценаристи — В'ячеслав Винник, Станіслав Токарєв
- Оператор-постановник — Микола Журавльов
- Художник-постановник — Михайло Раковський
- Автор пісень і виконавець — Юрій Візбор
- Звукооператор — Юрій Горецький
- Режисер — Т. Воробйова
- Оператор — Л. Лен
- Художник по костюмах — Світлана Побережна
- Художник-гример — І. Журавльова
- Монтажер — Тамара Сердюк
- Редактор — Емілія Косничук
- Комбіновані зйомки — оператор: Валерій Осадчий, художник: Михайло Полунін
- Директор картини — Ігор Чаленко